# Metasia profanalis
Metasia profanalis là một loài bướm đêm trong họ Crambidae.